# NGC 6232
NGC 6232 (również PGC 58841 lub UGC 10537) – galaktyka spiralna z poprzeczką (SBa), znajdująca się w gwiazdozbiorze Smoka. Odkrył ją Lewis A. Swift 28 czerwca 1884 roku.